# Gråsvart hjärtknäppare
Gråsvart hjärtknäppare (Cardiophorus asellus) är en skalbaggsart som beskrevs av Wilhelm Ferdinand Erichson 1840. Gråsvart hjärtknäppare ingår i släktet Cardiophorus, och familjen knäppare. Enligt den finländska rödlistan är arten sårbar i Finland. Enligt den svenska rödlistan är arten nära hotad i Sverige. Arten förekommer i Götaland, Gotland och Öland. Artens livsmiljö är åsmoskogar.